# Ulrich Bosch (Maler)
Ulrich Bosch (* 1966 in Hanau) ist ein deutscher bildender Künstler mit Wohnsitz in Österreich.

## Leben
Bosch wurde 1966 in Hanau am Main in Hessen geboren. Er ist der Sohn der Malerin und Grafikerin Eva Bosch. Im Kindesalter erfolgte der Umzug nach Linz (Oberösterreich). Er studierte von 1987 bis 1991 Malerei und Grafik an der Kunstuniversität Linz und schloss das Studium mit dem Diplom magister artium ab. Das Thema seiner Diplomarbeit lautete Darstellung der menschlichen Figur in Beziehung zu Raum und Fläche. Im Anschluss erfolgte eine zweijährige Lehrtätigkeit am Bundesgymnasium in Wels. Seit 1992 ist er freischaffender Künstler und seit 1997 Mitglied des Oberösterreichischen Kunstvereins Linz.

## Werk
Ulrich Bosch arbeitet mit verschiedenen Medien im Stil Neorealismus, einen durch Abstraktion gekennzeichneten Realismus, indem Stilelemente der Moderne aufgriffen und sich als Hilfsmittel der Fotografie bedient wird. Frühe Werke sind auch als Linolschnitt ausgeführt. Später widmete er sich vorwiegend der Ölmalerei. Seine Bilder sind fotorealistisch und gleichzeitig plakativ.
Seine Werke befinden sich in öffentlichen und privaten Sammlungen, u. a. im National Museum of Fine Arts in Malta, im Lentos Kunstmuseum Linz, im Stadtmuseum Nordico Linz, in der Neuen Galerie der Stadt Linz, der Kunstsammlung des Landes Oberösterreich, der VOEST Linz, der Kunstsammlung der Strabag Wien und des Freilichtmuseums Finsterau.

## Auszeichnungen
- 1994: Preis der Oberösterreichischen Industriellenvereinigung Linz[8]
- 1994: Preis des Kulturrings der Wirtschaft, Oberösterreich[9]
- 1996: Heinrich Gleißner-Jugendpreis[8]
- 1997: Bauholding Kunstförderungspreis Klagenfurt[8][10]

## Ausstellungen (Auswahl)
Ulrich Bosch stellt seit 1993 überwiegend in Österreich und Bayern aus, darunter zahlreiche Einzelausstellungen u. a.
- National Museum of Fine Arts Valetta Malta
- Galerie Kunstforum Klagenfurt
- 27. September bis 4. November 2001: Stadtmuseum Deggendorf
- Städtische Galerie Traun
- 10. bis 26. Oktober 2008: Galerie Schloss Puchheim
- Schloss Mirabell Salzburg
- Landesgalerie Linz am Oberösterreichischen Landesmuseum
- Künstlerhaus Wien